# Haupt- und Realschule Eschershausen
Die Haupt- und Realschule Eschershausen ist eine allgemeinbildende Schule in der niedersächsischen Gemeinde Eschershausen in der Trägerschaft des Landkreises Holzminden.

## Geschichte
Die Haupt- und Realschule Eschershausen wurde im Jahr 1931 gegründet.

## Besonderheiten

### Gemeinsamer Unterricht
In der Haupt- und Realschule Eschershausen werden Haupt-, Real- und Förderschüler zusammen in einer Klasse unterrichtet. Die Klassen sind dabei nicht sehr groß (10–20 Schüler), wobei die meisten Klassenstufen zweizügig sind.

### Kurse
Ab der 8. Klasse werden die Schüler in den Hauptfächern (Mathematik, Deutsch, Englisch) in Kurse (meistens drei Kurse) eingeteilt, sodass eine individuelle Förderung möglich ist. Jeder Kurs wird dabei von einer Lehrkraft unterrichtet.

### Berufsorientierung
Die Schüler der neunten und zehnten Klasse werden an jeweils einem Tag in der Woche an der berufsbildenden Georg-von-Langen-Schule in Wirtschaft, Technik, Gesundheit und Soziales unterrichtet. Dabei werden sie auf den Berufsalltag vorbereitet.

## Auszeichnungen
- Gold Zertifizierung Schülerfirma
- Starke Schule

## Zukunft
Nach Plänen des Landkreises Holzminden zur Neuordnung der Schullandschaft im Kreis soll die Haupt- und Realschule Eschershausen in eine neue „Nordschule“ übergehen. Diese soll dann eine Zentrale Bildungseinrichtung für den Raum Eschershausen und Umgebung sein.